# Aeropuerto Internacional de Saskatoon-John G. Diefenbaker
El Aeropuerto Internacional de Saskatoon John G. Diefenbaker (del inglés: Saskatoon John G. Diefenbaker International Airport) (IATA: YXE, OACI: CYXE), es un aeropuerto internacional ubicado a 3 millas náuticas (5.6 km; 3.5 millas) al noroeste del centro de Saskatoon, Saskatchewan, Canadá. El aeropuerto es atendido por operadores de pasajeros, mensajería y carga aérea. Lleva el nombre de John Diefenbaker, el decimotercer primer ministro de Canadá.
El aeropuerto cuenta con nueve pasarelas de acceso a aeronaves, tres puestos de carga en tierra, 32 puntos de facturación y un área de llegadas de aduanas/inmigración.
El aeropuerto está clasificado como aeropuerto de entrada por Nav Canada y cuenta con personal de la Agencia de Servicios Fronterizos de Canadá (CBSA). Los oficiales de CBSA en este aeropuerto pueden manejar aviones con no más de 200 pasajeros. Sin embargo, pueden manejar hasta 300 si la aeronave se descarga por etapas.
En 2019, el aeropuerto vio pasar un total de 1.49 millones de pasajeros, lo que representó una disminución del 1.9% con respecto al año anterior.

## Servicios al pasajero
El aeropuerto contiene una pequeña exhibición histórica en el piso principal. También hay numerosas exhibiciones de arte/fotografía de artistas locales alrededor de la terminal. Hay un restaurante completo, un Tim Hortons y un Starbucks en el área post-seguridad. Así como una tienda Relay cerca de las entradas.
En febrero de 2015, St. John's Ambulance introdujo perros de terapia en el aeropuerto, proporcionando un servicio para tranquilizar a los pasajeros nerviosos.

## Transporte terrestre
Saskatoon Transit (ruta 11) proporciona un servicio de autobús urbano entre el aeropuerto y el centro de la ciudad.
Servicio de taxi de varias agencias de alquiler de coches están disponibles desde el aeropuerto. United Cabs Limited es el proveedor autorizado de servicios de taxi y limusina.

## Otros servicios del lado aire
El aeropuerto tiene una variedad de edificios adicionales. Estos incluyen la Terminal de Aviación Internacional (utilizada por Air Canada Cargo, Anderson Aviation, Dryden Air-services). 23 aviones Fokker F28 Fellowship de Air Canada Jazz y Canadian Regional Airlines han estado almacenados en el aeropuerto desde que se retiraron de la flota en 2003.
La ambulancia aérea de Saskatchewan proporciona servicios de ambulancia aérea de ala fija y tiene su sede y base principal en el aeropuerto. Hay un hangar para un helicóptero Shock Trauma Air Rescue Society que sale del aeropuerto de Saskatoon.

## Instalaciones
El Departamento de Bomberos del Aeropuerto Internacional John G. Diefenbaker de Saskatoon opera dos licitaciones de emergencia (Oshkosh Striker 3000) en una estación de bomberos renovada (2008) para brindar servicios de bomberos y rescate en el aeropuerto.
Garda Security está contratada por la Autoridad Canadiense de Seguridad del Transporte Aéreo para proporcionar control de seguridad para pasajeros, no pasajeros y control de equipaje. Todos los oficiales de selección usan uniformes CATSA. Sin embargo, no son empleados del Gobierno de Canadá, sino que son empleados del contratista.

## Aerolíneas y destinos

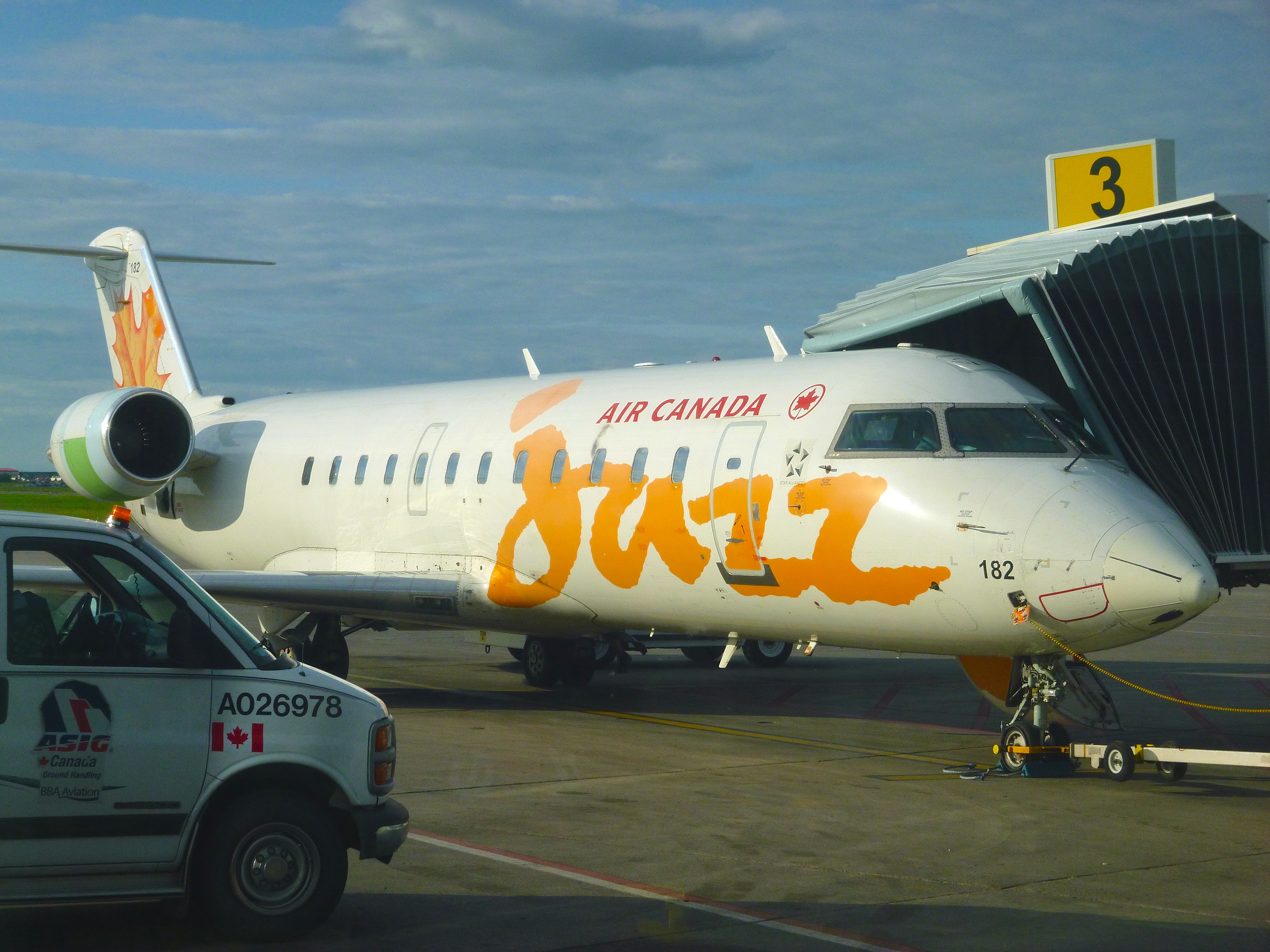
CRJ-200 de Air Canada Express.

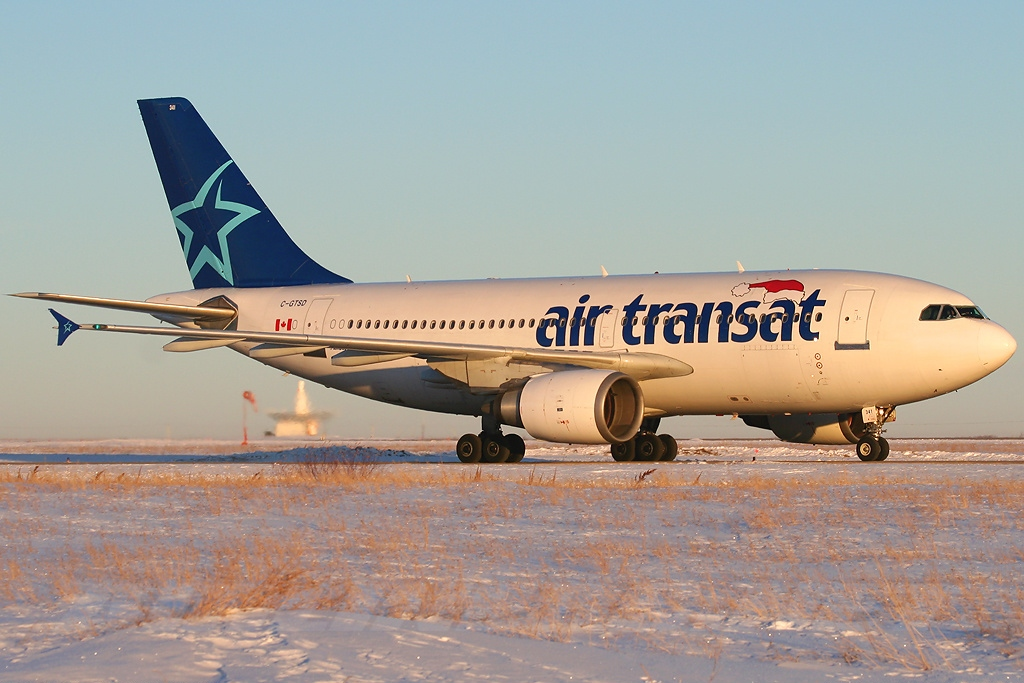
Airbus A310 de Air Transat.

### Pasajeros
| Aerolíneas         | Destinos |
| ------------------ | --- |
| Air Canada         | Vancouver |
| Air Canada Express | Vancouver Estacional: Montreal–Trudeau, Regina                                                                                       |
| Air Canada Rouge   | Toronto–Pearson |
| Porter Airlines    | Toronto–Pearson |
| Rise Air           | Fond du Lac, La Ronge, Points North, Prince Albert, Stony Rapids, Uranium City, Wollaston Lake                                       |
| WestJet            | Calgary, Mineápolis/St. Paul, Toronto–Pearson, Vancouver Estacional: Cancún, Halifax, Las Vegas, Phoenix–Sky Harbor, Puerto Vallarta |
| WestJet Encore     | Calgary, Edmonton, Winnipeg Estacional: Kelowna                                                                                      |

### Carga
| Aerolíneas       | Destinos         |
| ---------------- | ---------------- |
| Cargojet Airways | Regina, Winnipeg |
| SkyLink Express  | Regina, Winnipeg |

### Destinos nacionales

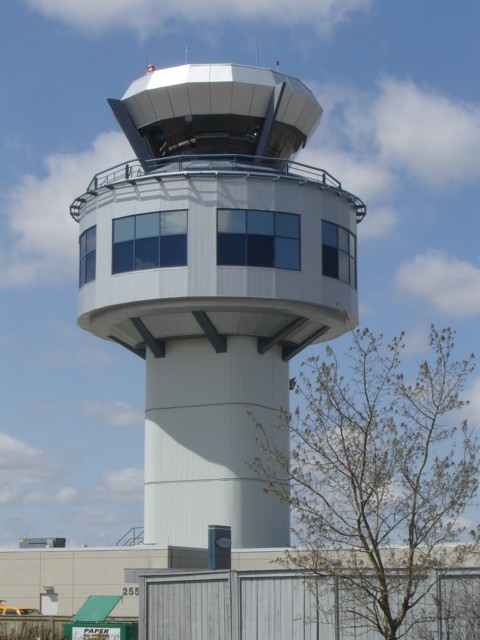
Torre de control NAV CANADA construida en 2000.

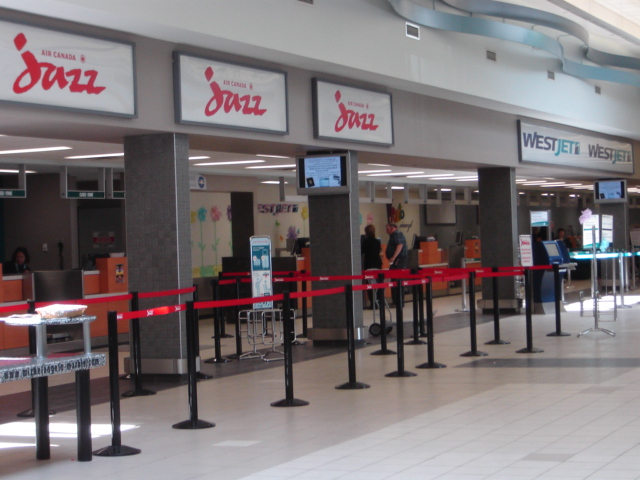
Mostradores de documentacióm de Air Canada y WestJet.

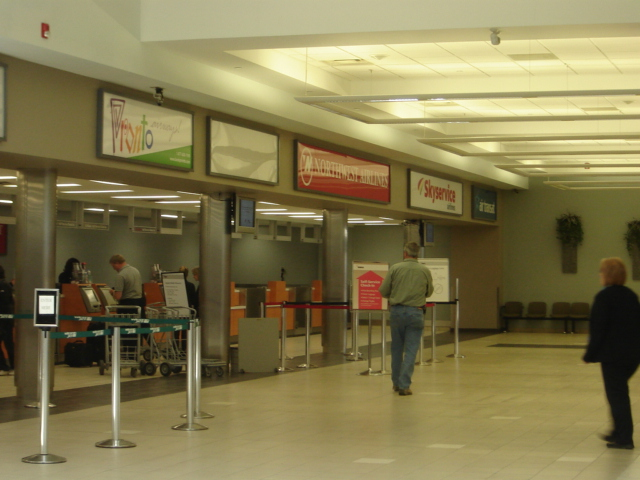
Mostradores de documentacióm de Pronto, Skyservice, Sunwing, Northwest y Air Transat en 2008.

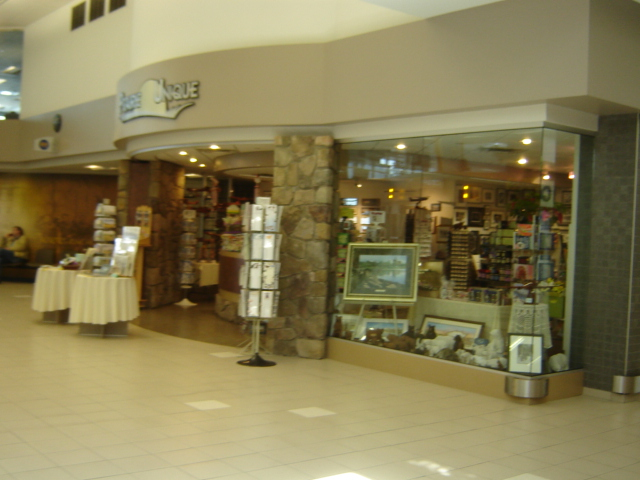
Tienda Prairie Unique Gifts.

Se brinda servicio a 16 ciudades dentro del país a cargo de 8 aerolíneas.
| Calgary (YYC)        |   | • |   |   |   | 1  |
| Edmonton (YEG)       |   | • |   |   |   | 1  |
| Fond du Lac (ZFD)    | • |   |   |   |   | 1  |
| Halifax (YHZ)        |   | • |   |   |   | 1  |
| Kelowna (YLW)        |   | • |   |   |   | 1  |
| La Ronge (YVC)       | • |   |   |   |   | 1  |
| Montreal (YUL)       |   |   | • |   |   | 1  |
| Points North (YNL)   | • |   |   |   |   | 1  |
| Prince Albert (YPA)  | • |   |   |   |   | 1  |
| Regina (YQR)         |   |   | • |   |   | 1  |
| Stony Rapids (YSF)   | • |   |   |   |   | 1  |
| Toronto (YYZ)        |   | • | • | • |   | 3  |
| Uranium City (YBE)   | • |   |   |   |   | 1  |
| Vancouver (YVR)      |   | • | • |   |   | 2  |
| Winnipeg (YWG)       |   | • |   |   |   | 1  |
| Wollaston Lake (ZWL) | • |   |   |   |   | 1  |
| Total                | 8 | 6 | 4 | 1 | 0 | 16 |

### Destinos internacionales
Se ofrece servicio a 10 destinos internacionales (4 estacionales), a cargo de 1 aerolínea.
| Ciudades                                                  | Nombre del aeropuerto                             | Aerolíneas           |              |              |              |
| Norteamérica                                              | Norteamérica                                      | Norteamérica         | Norteamérica | Norteamérica | Norteamérica |
| --------------------------------------------------------- | ------------------------------------------------- | -------------------- | ------------ | ------------ | ------------ |
| Estados Unidos (3 destinos [2 estacionales], 1 aerolínea) |                                                   |                      |              |              |              |
| Las Vegas                                                 | Aeropuerto Internacional Harry Reid               | WestJet (Estacional) |              |              |              |
| Mineápolis                                                | Aeropuerto Internacional de Mineápolis-Saint Paul | WestJet              |              |              |              |
| Phoenix                                                   | Aeropuerto Internacional de Phoenix-Sky Harbor    | WestJet (Estacional) |              |              |              |
| México (2 destinos [estacionales], 1 aerolínea)           |                                                   |                      |              |              |              |
| Cancún                                                    | Aeropuerto Internacional de Cancún                | WestJet (Estacional) |              |              |              |
| Puerto Vallarta                                           | Aeropuerto Internacional de Puerto Vallarta       | WestJet (Estacional) |              |              |              |
| Total: 5 destinos (4 estacionales), 2 países, 1 aerolínea |                                                   |                      |              |              |              |

## Estadísticas

### Tráfico anual
| Año  | Pasajeros | % Camnio    |
| ---- | --------- | ----------- |
| 2010 | 1,215,923 | Sin cambios |
| 2011 | 1,246,405 | 2.5%        |
| 2012 | 1,326,838 | 6.4%        |
| 2013 | 1,389,875 | 4.7%        |
| 2014 | 1,482,615 | 6.6%        |
| 2015 | 1,443,446 | -2.6%       |
| 2016 | 1,452,349 | 0.6%        |
| 2017 | 1,462,751 | 0.7%        |
| 2018 | 1,518,980 | 3.7%        |
| 2019 | 1,488,810 | 1.9%        |
| 2020 | 462,580   | 68.9%       |
| 2021 | 439,927   | 1.6%        |
| 2022 | 952,051   | 116.2%      |
| 2023 | 1,277,863 | 34.2%       |
| 2024 | 1,469,224 | 14.9%       |

## Aeropuertos cercanos
Los aeropuertos más cercanos son:
- Aeropuerto de Prince Albert (134km)
- Aeropuerto Internacional de Regina (239km)
- Aeropuerto de Lloydminster (256km)
- Aeropuerto de La Ronge (345km)
- Aeropuerto de Medicine Hat (370km)